# Austnes, Norge
Austnes är en tätort i Harams kommun i Møre og Romsdal fylke i västra Norge. Orten ligger vid fylkesväg 659, på den södra delen av ön Haramsøya. Söder om orten finns Harams kyrka.